# Arquidiócesis de Bhopal
La arquidiócesis de Bhopal (en latín: Archidioecesis Bhopalensis y en inglés: Roman Catholic Archdiocese of Bhopal) es una circunscripción eclesiástica de la Iglesia católica en India. Se trata de una arquidiócesis latina, sede metropolitana de la provincia eclesiástica de Bhopal. Desde el 4 de octubre de 2021 su arzobispo es Alangaram Arokia Sebastin Durairaj, de los Misioneros del Verbo Divino.

## Territorio y organización
La arquidiócesis tiene 20 387 km² y extiende su jurisdicción sobre los fieles católicos de rito latino residentes en los distritos del estado de Madhya Pradesh de: Bhopal, Harda, Hoshangabad y Sehore.
La sede de la arquidiócesis se encuentra en la ciudad de Bhopal, en donde se halla la Catedral de San Francisco de Asís.
La arquidiócesis tiene como sufragáneas a las diócesis de: Gwalior, Indore, Jabalpur, Jhabua, Khandwa, y las eparquías de: Sagar, Satna y Ujjain.
En 2020 en la arquidiócesis existían 44 parroquias. 

## Historia
La arquidiócesis fue erigida el 13 de septiembre de 1963 con la bula Qui divino consilio del papa Pablo VI, obteniendo el territorio de la diócesis de Ajmer y Jaipur (hoy dividida en la diócesis de Ajmer y la diócesis de Jaipur), Indore y Jabalpur.
El 29 de julio de 1968 cedió una parte de su territorio para la erección del exarcado apostólico de Sagar (hoy eparquía de Sagar) mediante la bula Quo aptius propiusque del papa Pablo VI.

## Estadísticas
Según el Anuario Pontificio 2021 la arquidiócesis tenía a fines de 2020 un total de 14 307 fieles bautizados.
| Año                                                                             | Población            | Población | Población      | Sacerdotes | Sacerdotes    | Sacerdotes    | Bautizados por sacerdote | Diáconos permanentes | Religiosos | Religiosos | Parroquias |
| Año                                                                             | Bautizados católicos | Total     | % de católicos | Total      | Clero secular | Clero regular | Bautizados por sacerdote | Diáconos permanentes | Varones    | Mujeres    | Parroquias |
| ------------------------------------------------------------------------------- | -------------------- | --------- | -------------- | ---------- | ------------- | ------------- | ------------------------ | -------------------- | ---------- | ---------- | ---------- |
| 1970                                                                            | 2860                 | 1 451 000 | 0.2            | 22         | 10            | 12            | 130                      |                      | 13         | 177        | 14         |
| 1980                                                                            | 6168                 | 2 185 000 | 0.3            | 30         | 12            | 18            | 205                      |                      | 27         | 173        | 11         |
| 1990                                                                            | 9775                 | 2 556 059 | 0.4            | 78         | 27            | 51            | 125                      |                      | 128        | 335        | 51         |
| 1999                                                                            | 9457                 | 3 513 000 | 0.3            | 92         | 39            | 53            | 102                      |                      | 114        | 323        | 17         |
| 2000                                                                            | 9637                 | 3 570 000 | 0.3            | 105        | 42            | 63            | 91                       |                      | 124        | 342        | 17         |
| 2001                                                                            | 9753                 | 3 627 000 | 0.3            | 129        | 44            | 85            | 75                       |                      | 200        | 361        | 17         |
| 2002                                                                            | 9965                 | 3 684 000 | 0.3            | 135        | 47            | 88            | 73                       |                      | 208        | 368        | 18         |
| 2003                                                                            | 10 128               | 3 739 000 | 0.3            | 143        | 56            | 87            | 70                       |                      | 207        | 372        | 19         |
| 2004                                                                            | 10 365               | 3 826 494 | 0.3            | 142        | 53            | 89            | 72                       |                      | 208        | 375        | 20         |
| 2006                                                                            | 18 550               | 3 922 000 | 0.5            | 115        | 60            | 55            | 161                      |                      | 172        | 400        | 21         |
| 2012                                                                            | 13 214               | 4 255 000 | 0.3            | 134        | 64            | 70            | 98                       |                      | 183        | 546        | 35         |
| 2015                                                                            | 13 575               | 5 561 000 | 0.2            | 138        | 68            | 70            | 98                       |                      | 219        | 526        | 36         |
| 2018                                                                            | 14 192               | 5 541 570 | 0.3            | 149        | 75            | 74            | 95                       |                      | 185        | 545        | 44         |
| 2020                                                                            | 14 307               | 5 550 530 | 0.3            | 152        | 73            | 79            | 94                       |                      | 185        | 545        | 44         |
| Fuente: Catholic-Hierarchy, que a su vez toma los datos del Anuario Pontificio. |                      |           |                |            |               |               |                          |                      |            |            |            |

## Episcopologio
- Eugene Louis D'Souza, M.S.F.S. † (13 de septiembre de 1963-26 de marzo de 1994 retirado)
- Paschal Topno, S.I. † (26 de marzo de 1994-15 de junio de 2007 retirado)
- Leo Cornelio, S.V.D. (15 de junio de 2007-4 de octubre de 2021 retirado)
- Alangaram Arokia Sebastin Durairaj, S.V.D., desde el 4 de octubre de 2021